# Museo Barberini
Il Museo Barberini (in tedesco: Museum Barberini) è un'istituzione culturale tedesca inaugurata nel 2017 e situata a Potsdam, affacciato sulla piazza centrale di Alter Markt.
La sua collezione permanente è costituita da dipinti provenienti dalla collezione privata dell'imprenditore e mecenate tedesco Hasso Plattner.

## Storia
Il museo si trova nel Palazzo Barberini di Potsdam, costruito nel XVIII secolo e completamente ricostruito a partire dagli anni 2000. Quasi completamente distrutto durante la Seconda Guerra Mondiale, il sito è stato restaurato solo dopo la caduta del Muro di Berlino, con il sostegno del fondatore della società SAP, Hasso Plattner, che, oltre a investire nella ricostruzione dell'edificio, ha deciso di creare un museo che ospitasse opere d'arte della sua collezione privata.

## Offerta culturale
L'offerta culturale permanente è costituita dalla collezione Hasso Plattner. Il museo organizza inoltre tre mostre all'anno, in collaborazione con musei di tutto il mondo, dedicate alla pittura e alla scultura.
Il museo offre visite guidate. Il suo sito web offre visite virtuali.

## La collezione permanente
La collezione è composta principalmente da opere di artisti francesi dalla fine del XIX all'inizio del XX secolo.
Si tratta di 103 dipinti, di cui 34 di Claude Monet. Ciò la rende una delle maggiori collezioni dedicate a questo pittore.